# Deurle
Deurle is een dorp aan de Leie in de Belgische provincie Oost-Vlaanderen en een deelgemeente van Sint-Martens-Latem. Het was een zelfstandige gemeente tot aan de gemeentelijke herindeling van 1977 waarna het bij Sint-Martens-Latem werd gevoegd.

## Etymologie
De naam Deurle is wellicht afkomstig van het Middelnederlands. "Deur" zou een verbastering zijn van "dor" hetgeen afgeleid zou zijn van "doort", of "dolik" hetgeen een soort gras dat tussen het koren opschiet, zou betekenen. "Lo", is dan weer een bosje op een zandrug. Het zou dus een dorp zijn waar dolik groeit in de magere velden, en op een zandrug een bosje staat. Via de afleiding "deurlede" zou het toponiem ook 'doorgang (=deur) van water (=lede)' kunnen betekenen.

## Geschiedenis
De streek waarin Deurle ligt werd al vroeg bewoond, waarvan Romeinse vondsten getuigen.
Deurle werd voor het eerst vermeld in 1114, als Durle. Een groot deel behoorde tot het Land van Nevele. Ook was er een door de Graaf van Vlaanderen bestuurd gebied, wat bekend stond als de heerlijkheid van  's-Graven Hazele.
Vanaf het derde kwart van de 19e eeuw werd het kasteelpark verkaveld. Begin 20e eeuw werd de streek aangedaan door toeristen en kunstenaars. 

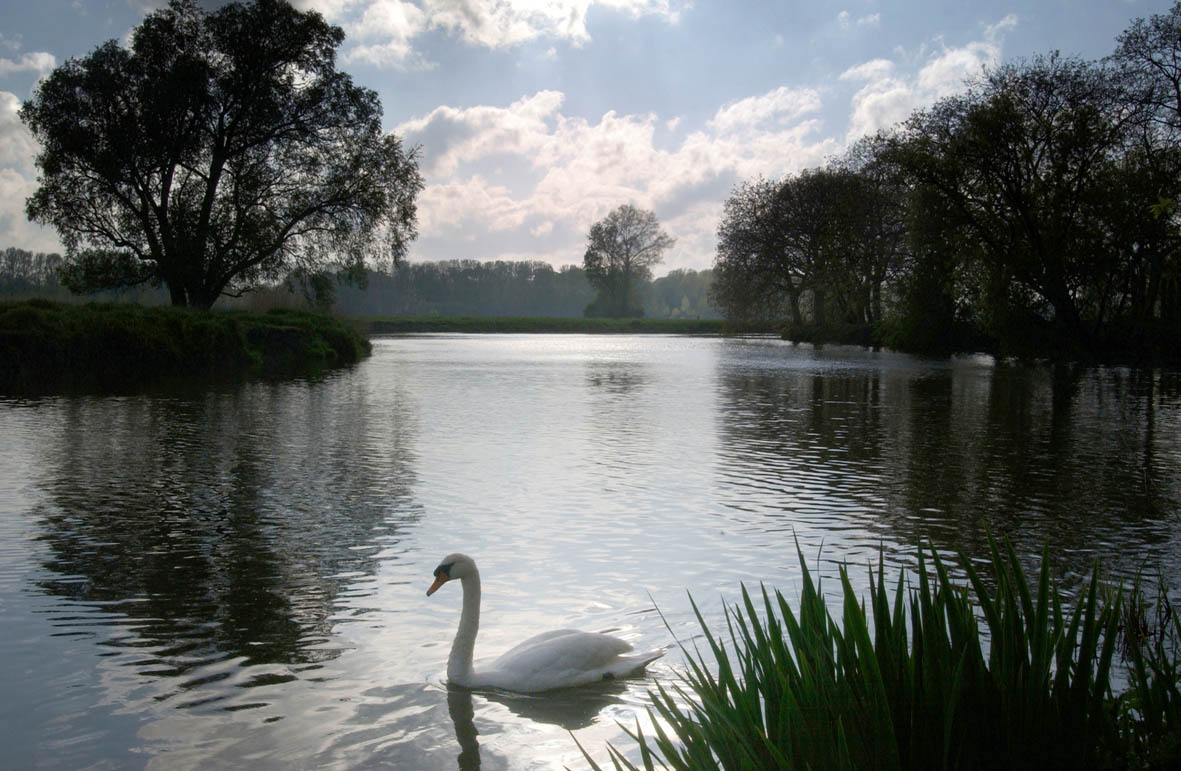
Deurle, bocht in de Leie.

## Demografische ontwikkeling
- Bronnen:NIS, Opm:1831 tot en met 1970=volkstellingen; 1976 = inwoneraantal op 31 december

## Bezienswaardigheden
- In Deurle ligt het Museum Dhondt-Dhaenens met de kunstverzameling van Jules en Irma Dhondt-Dhaenens. Verder liggen hier het Museum Gust De Smet (in het voormalige woonhuis van de kunstenaar) en het Museum Leon De Smet.
- De bakstenen Sint-Aldegondiskerk werd gebouwd in neoromaanse stijl. Het interieur is neoclassicistisch. Op het kerkhof liggen bekende kunstenaars begraven, waaronder Gustaaf De Smet, Leon De Smet, Xavier De Cock, Albert Claeys, Jef Wauters, Jenny Montigny, Piet Bekaert en Luc-Peter Crombé. Ook de schrijver Gaston Martens ligt er begraven.
- De Deurlemolen[1]  is reeds lang uit het dorpsbeeld verdwenen. Hij werd gebouwd omstreeks 1592 en stond op de Molenberg, het hoogste punt van het dorp, achter de kerk. Negen dagen voor wapenstilstand werd hij op 2 november 1918 door vier Duitse militairen opgeblazen. Schrijver Cyriel Buysse kocht de Molenberg van de laatste Deurlese molenaar, Serafien De Baere. Hij liet een nieuwe, kleine staakmolen optrekken die hij gebruikte als graan- en waterpompmolen. Daarnaast bouwde hij een paalwoning, waar hij vanaf 1912 verbleef en er zijn literaire vrienden ontving. Die staakmolen wacht anno 2016 nog steeds op restauratie.
- De dorpskom met zijn lage witte huisjes en de parochiekerk is beschermd als dorpsgezicht.
- Het Kasteel van Deurle

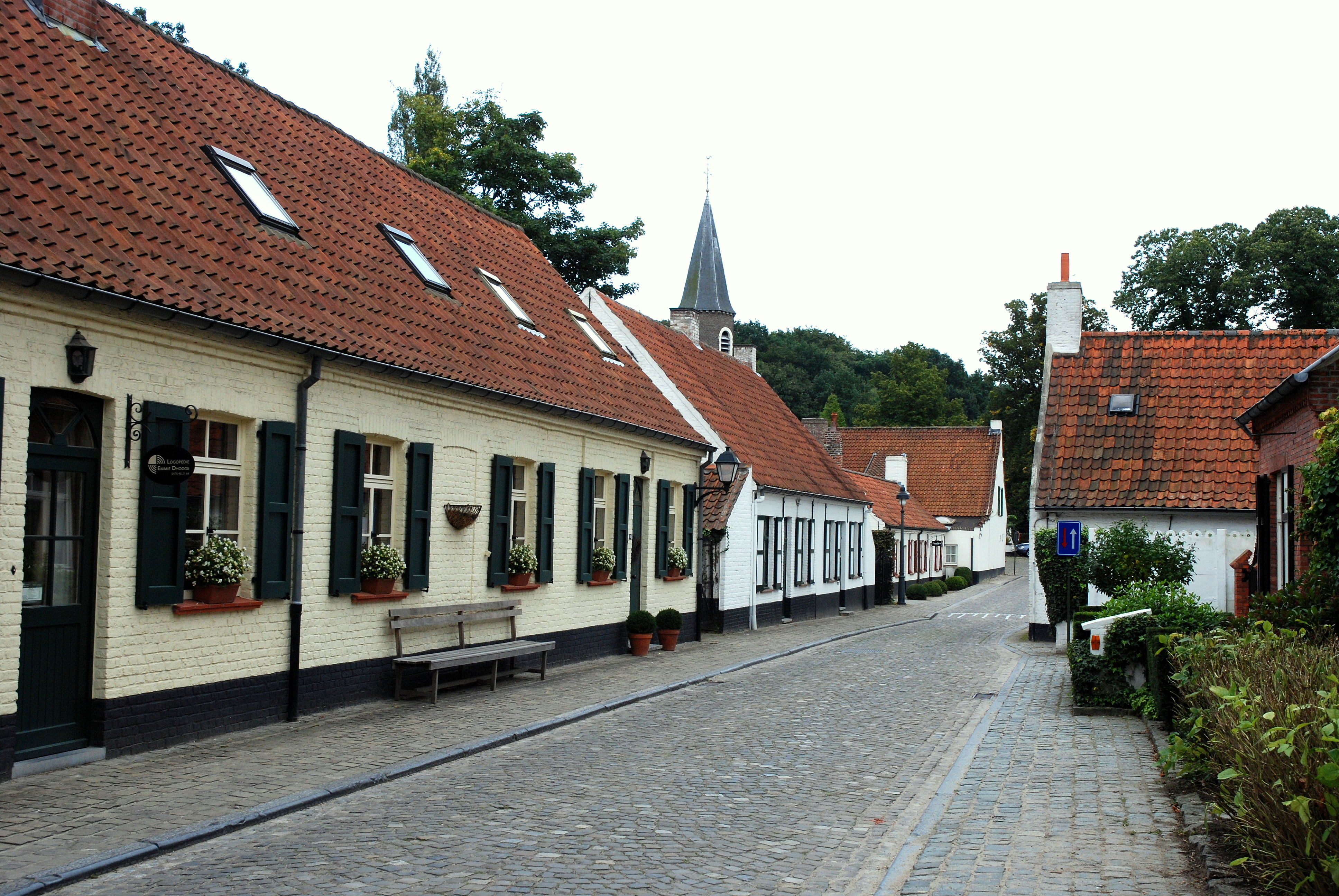
Dorpstraat in Deurle
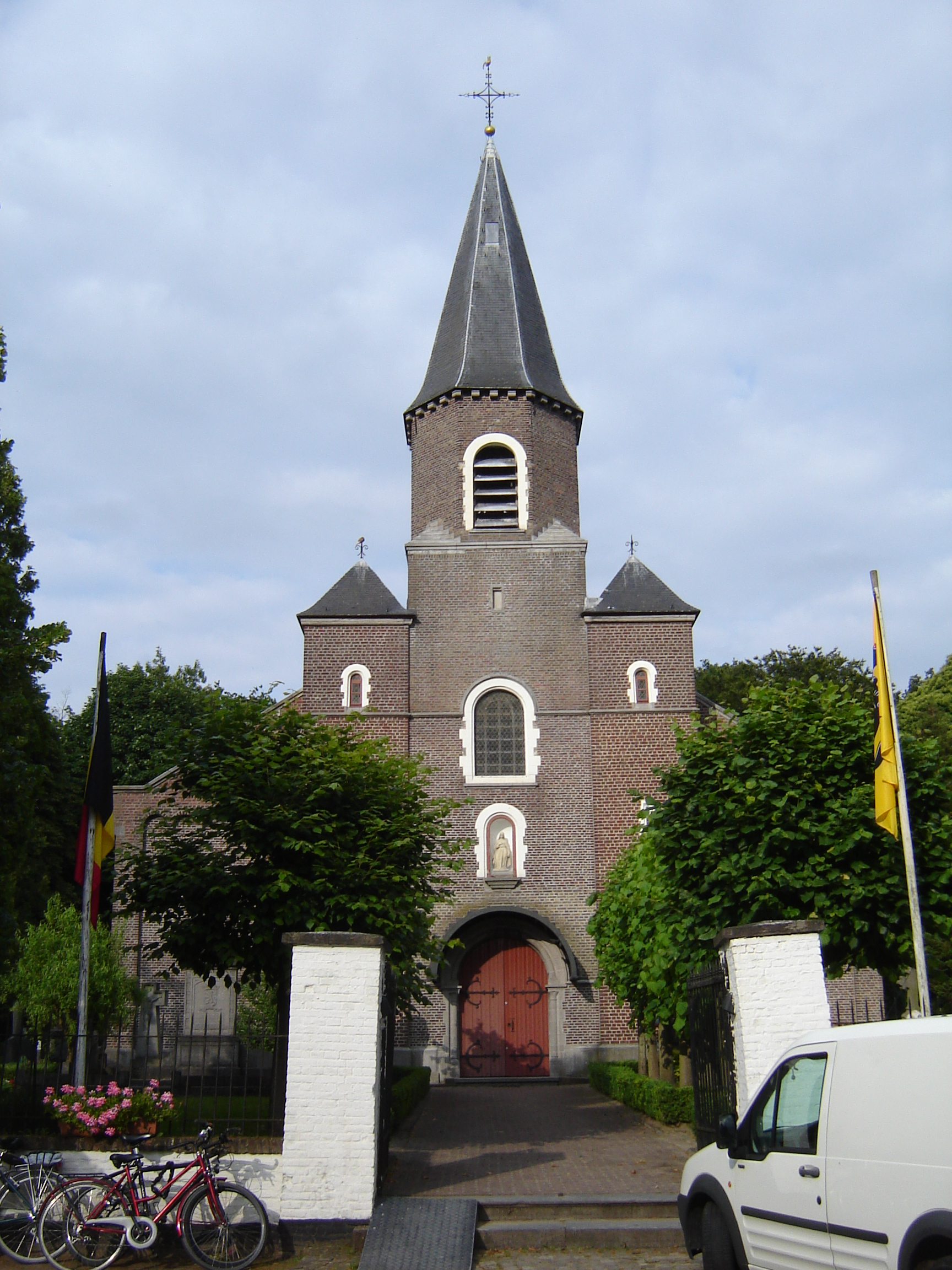
Sint-Aldegondiskerk
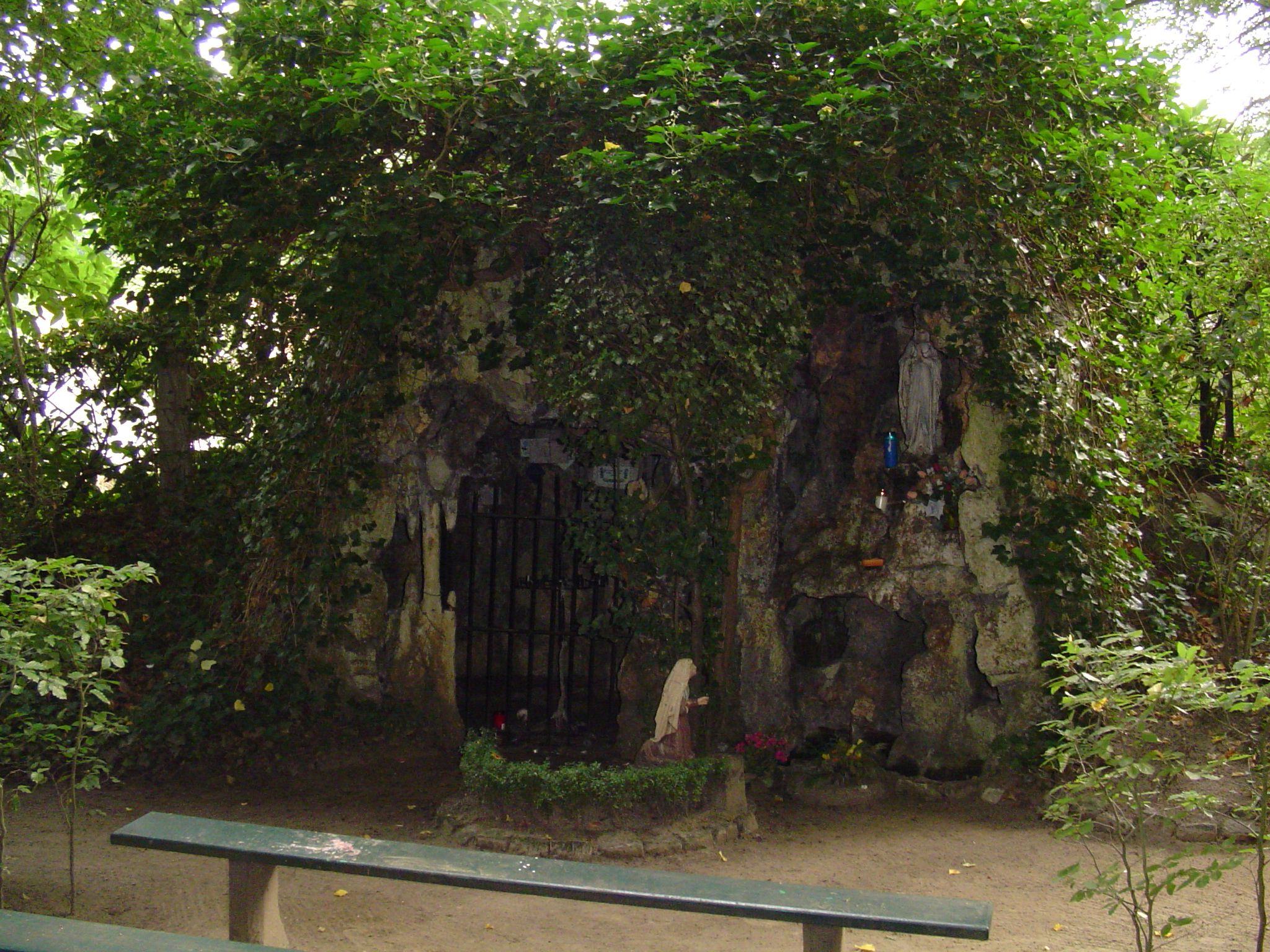
Replica van de Lourdes Mariagrot in Deurle gebouwd kort na de Eerste Wereldoorlog.
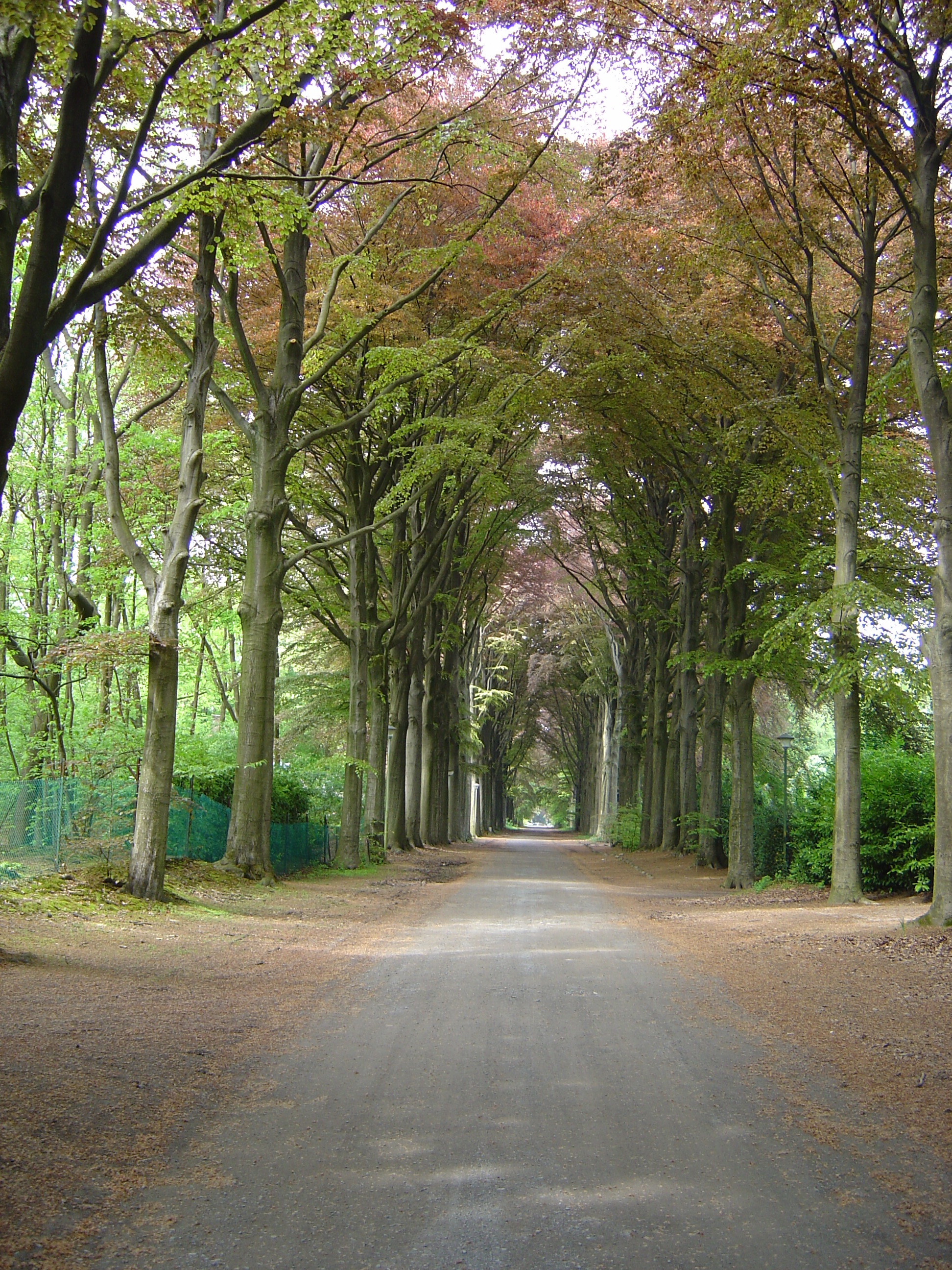
De Rode Beuken Dreef in Deurle

## Natuur en landschap
Deurle ligt in Zandig Vlaanderen en in de vallei van de Leie, die hier nog meandert. Er liggen tot 24 meter hoge rivierduinen langs de Leie. Ten zuiden van Deurle lag het Scheldeveld, een heidegebied tussen Leie en Schelde. Een aanzienlijk deel van het grondgebied is met villawijken bebouwd.

## Trivia
Deurle behoort tot de 50 mooiste dorpen van Vlaanderen en werd in 2008 door Toerisme Vlaanderen verkozen tot mooiste dorp van Oost-Vlaanderen.

## Nabijgelegen kernen
Sint-Martens-Leerne, Astene, Baarle, Nazareth, Sint-Martens-Latem, De Pinte